# Карини
Карѝни (на италиански и на сицилиански Carini) е град и община в Южна Италия, провинция Палермо, автономен регион и остров Сицилия. Разположен е на 181 m надморска височина. Населението на общината е 36 823 души (към 2011 г.).